# ترنر (دهانه)
ترنر یک دهانه برخوردی در ماه‌ است.

## دهانه‌های اقماری
این دهانه ۱۰ دهانه اقماری دارد.
| Turner | عرض جغرافیایی | طول جغرافیایی | قطر         |
| ------ | ------------- | ------------- | ----------- |
| A      | ۱.۱° S        | ۱۴.۷° W       | ۶.۰ کیلومتر |
| C      | ۲.۴° S        | ۱۲.۳° W       | ۵.۰ کیلومتر |
| B      | ۰.۹° S        | ۱۰.۶° W       | ۵.۰ کیلومتر |
| F      | ۱.۶° S        | ۱۴.۱° W       | ۷.۰ کیلومتر |
| H      | ۲.۸° S        | ۱۳.۰° W       | ۴.۰ کیلومتر |
| K      | ۳.۸° S        | ۱۳.۴° W       | ۴.۰ کیلومتر |
| M      | ۴.۲° S        | ۱۱.۸° W       | ۴.۰ کیلومتر |
| L      | ۳.۴° S        | ۱۲.۵° W       | ۵.۰ کیلومتر |
| N      | ۲.۹° S        | ۱۲.۰° W       | ۴.۰ کیلومتر |
| Q      | ۱.۰° S        | ۱۲.۴° W       | ۳.۰ کیلومتر |